# Históricas. Boletín del Instituto de Investigaciones Históricas
Históricas. Boletín del Instituto del Investigaciones Históricas, fue una publicación cuatrimestral editada y publicada por el Instituto de Investigaciones Históricas de la Universidad Nacional Autónoma de México (UNAM), entre 1979 y 2014 y que contó con 100 números publicados.
El principal propósito de Históricas era realizar la divulgación de las actividades llevadas a cabo por el Instituto en distintos ámbitos, como eventos, tales como seminarios, cursos y conferencias; otras publicaciones como revistas, artículos, reseñas y libros, entre otras. A su vez se buscaba recoger información de instituciones dedicadas a la investigación histórica de otros estados de la República mexicana y del extranjero con el fin de crear vínculos y complementar la información.